# Paracymus
Paracymus – rodzaj chrząszczy z rodziny kałużnicowatych, podrodziny Hydrophilinae i plemienia Laccobiini. Kosmopolityczny. Obejmuje ponad 80 opisanych gatunków. W zapisie kopalnym znany od oligocenu.

## Morfologia

### Owad dorosły

Paracymus pygmaeus, widok z boku

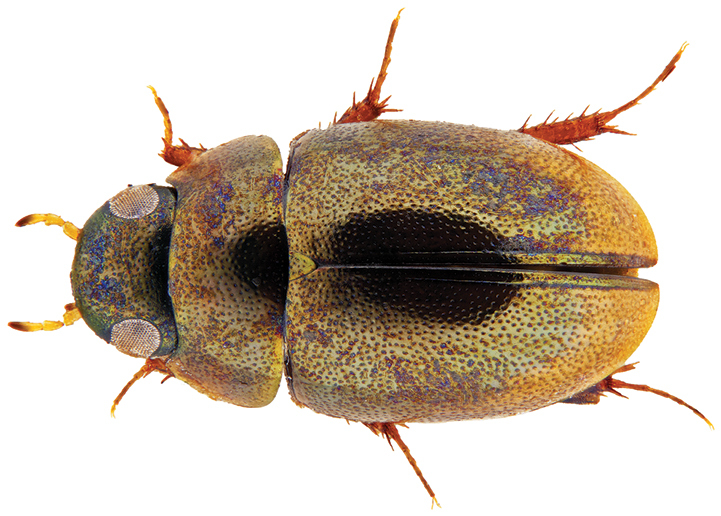
Paracymus exiguus

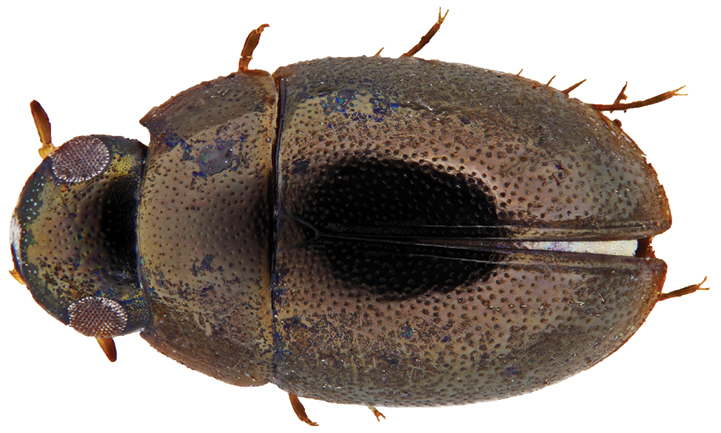
Paracymus pisanus

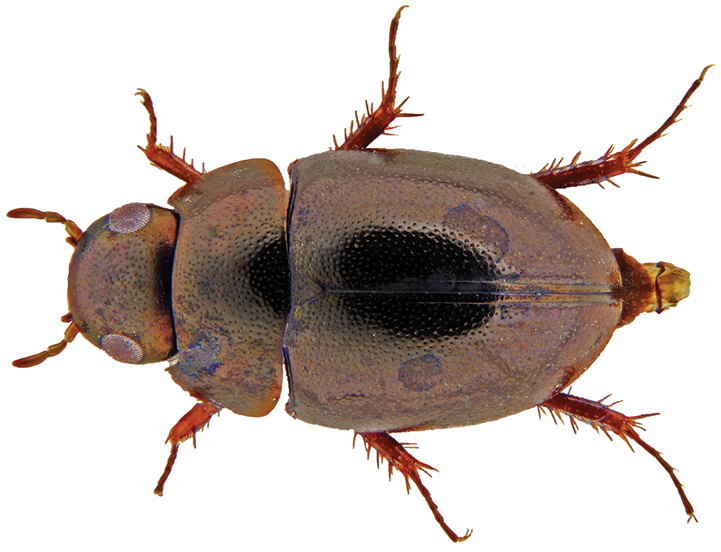
Paracymus amplus

Paracymus pygmaeus

Chrząszcze o owalnym w zarysie, wypukłym w stopniu umiarkowanym do silnego ciele długości od 1,6 do 3 mm. Ubarwienie wierzchu ciała bywa żółtawe z ciemną, metaliczną plamą na przedpleczu albo jednolicie ciemne, z metalicznym połyskiem lub bez niego.
Głowa nie jest przewężona przed dużymi oczami. Czułki buduje od ośmiu do dziewięciu członów (najczęściej dziewięć), z których trzy ostatnie formują buławkę. Nadustek jest szeroko na przednim brzegu wykrojony, dobrze zesklerotyzowana warga górna rozlegle odsłonięta, a ponadto wąsko odkryta jest część błony łącznej między wargą a nadustkiem. Głaszczki szczękowe są krótsze niż szerokość głowy, o wszystkich członach zakrzywionych do wewnątrz. 
Przedplecze jest wyraźnie szersze niż dłuższe. Tarczka jest dobrze widoczna, z tyłu zaostrzona. Pokrywy mają dobrze widoczne rzędy przyszwowe, natomiast pozbawione są innych wyraźnych rzędów punktów. Szwy anapleuralne śródtułowia są ku przodowi trójkątnie zbieżne, co odróżnia Paracymus od podobnej Anacaena. Przód śródpiersia jest zwężony, a środek sklepiony w zmiennego kształtu wyrostek; obecność tegoż wyrostka odróżnia omawiany rodzaj od podobnego Crenitulus. Powierzchnia zapiersia jest płaska. Stopy wszystkich par odnóży są pięcioczłonowe, a te przedniej pary u samców mogą mieć część członów rozszerzoną. Odnóża pary środkowej mają owłosienie hydrofobowe na udach ograniczone do części nasadowej. W przypadku odnóży pary tylnej uda tylko przy samej podstawie mają owłosienie hydrofobowe, a golenie są wyprostowane.
Na spodzie odwłoka widocznych jest pięć sternitów (od trzeciego do siódmego), z których ostatni ma tylną krawędź całobrzegą lub wykrojoną pośrodku. Pod pokrywami na trzecim laterosternicie występują u części gatunków elementy aparatu strydulacyjnego zorganizowane w listewki.

### Larwa
Głowa larwy pozbawiona jest szwu koronalnego, a szwy czołowe nie są ku tyłowi zbieżne. Przedni brzeg głowy ma wyposażone w cztery ząbki nasale oraz nie sięgające ku przodowi dalej niż ono i nienachodzące na nie, lekko niesymetryczne adnasalia. Żuwaczki są symetrycznie zbudowane, na krawędziach wewnętrznych zaopatrzone w po trzy ząbki, z których ten leżący najbliżej podstawy jest mały. Szczęki mają palpifery nieco dłuższe niż głaszczki szczękowe. Wargę dolną cechuje nieco szersza od przedbródka bródka i krótszy od głaszczków wargowych języczek. 

## Ekologia i występowanie
Chrząszcze wodne, ląd wykorzystujące tylko w stadium poczwarki. Zamieszkują strefy przybrzeżne rozmaitych wód płynących i stojących. Niektóre są halobiontami. Postacie dorosłe często przylatują do sztucznych źródeł światła.
Rodzaj kosmopolityczny. W Australii stwierdzono 9 gatunków, w tym 8 endemicznych. Z krainy palearktycznej znanych jest 10 gatunków, z których cztery podawane są z Europy. W Polsce odnotowano tylko P. aeneus.

## Taksonomia i ewolucja
Takson ten wprowadzony został w 1867 roku przez Carla Gustafa Thomsona. Gatunkiem typowym wyznaczono Hydrophilus aeneus. W bazującym na analizie morfologicznej systemie Michaela Hansena z 1991 roku omawiany rodzaj zaliczono do Anacaenini. Rewizji systematyki kałużnicowatych dokonali w 2013 roku Andrew E.Z. Short i Martin Fikáček na podstawie obszernej analizy molekularnej. Omawiany rodzaj przenieśli do plemienia Laccobiini. Okazał się on tworzyć w jego obrębie klad wraz z rodzajami Scoliopsis, Tritonus, Afrotormus i Tormus.
Do rodzaju tego należy ponad 80 opisanych gatunków:

- Paracymus acutipenis Wooldridge, 1971
- Paracymus aeneus (Germar, 1824)
- Paracymus alluaudianus Scott, 1913
- Paracymus amplus Wooldridge, 1977
- Paracymus armatus (Sharp, 1882)
- Paracymus atomus Orchymont, 1925
- Paracymus australiae Gentili, 2000
- Paracymus blandus Wooldridge, 1976
- Paracymus cariceti Gentili, 2000
- Paracymus chalceolus (Solsky, 1874)
- Paracymus chalceus Régimbart, 1903
- Paracymus communis Wooldridge, 1966
- Paracymus confluens Wooldridge, 1966
- Paracymus confusus Wooldridge, 1966
- Paracymus corrinae Wooldridge, 1969
- Paracymus decolor Orchymont, 1942
- Paracymus degener (Horn, 1890)
- Paracymus delatus Wooldridge, 1971
- Paracymus despectus (LeConte, 1863)
- Paracymus diligens Wooldridge, 1977
- Paracymus dispersus Wooldridge, 1966
- Paracymus elegans (Fall, 1901)
- Paracymus ellipsis (Fall, 1910)
- Paracymus evanescens (Sharp, 1890)
- †Paracymus excitatus (C. Heyden et L. Heyden, 1866)
- Paracymus exiguus Wooldridge, 1977
- Paracymus fuscatus Wooldridge, 1989
- Paracymus generosus Wooldridge, 1977
- Paracymus giganticus Wooldridge, 1973
- Paracymus gigas Gentili, 1996
- Paracymus gracilis Orchymont, 1942
- Paracymus graniformis Bruch, 1915
- Paracymus granulum Orchymont, 1942
- Paracymus gratus Orchymont, 1942
- Paracymus incomptus Wooldridge, 1977
- Paracymus inconditus Wooldridge, 1989
- Paracymus indigens Wooldridge, 1969
- Paracymus insularis Wooldridge, 1973
- Paracymus leechi Wooldridge, 1969
- Paracymus limbatus Wooldridge, 1973
- Paracymus lodingi (Fall, 1910)
- Paracymus maximus Peyerimhoff, 1929
- Paracymus metallescens Fauvel, 1883
- Paracymus mexicanus Wooldridge, 1969
- Paracymus mimicus Wooldridge, 1977
- Paracymus minor Régimbart, 1903
- Paracymus mirus Wooldridge, 1979
- Paracymus monticola Wooldridge, 1977
- Paracymus nanus (Fall, 1910)
- Paracymus opacus Gentili, 2000
- Paracymus orientalis Orchymont, 1925
- Paracymus ornatus Wooldridge, 1977
- Paracymus ovum Gentili, 2000
- Paracymus pacatus Wooldridge, 1976
- Paracymus parvopallidus (Lea, 1932)
- Paracymus petulans Wooldridge, 1977
- Paracymus phalacroides (Wollaston, 1867)
- Paracymus pisanus J. Balfour-Browne, 1954
- Paracymus placidus Wooldridge, 1973
- Paracymus proprius Wooldridge, 1977
- Paracymus pusillus Wooldridge, 1977
- Paracymus pygmaeus (W.J. Macleay, 1871)
- Paracymus reductus (Fall, 1910)
- Paracymus regularis Wooldridge, 1969
- Paracymus relaxus Rey, 1884
- Paracymus restrictus Wooldridge, 1966
- Paracymus robustus Wooldridge, 1973
- Paracymus rufocinctus Bruch, 1915
- Paracymus scutellaris (Rosenhauer, 1856)
- Paracymus seclusus Wooldridge, 1978
- Paracymus secretus Wooldridge, 1973
- Paracymus securus Wooldridge, 1975
- Paracymus sedatus Wooldridge, 1973
- Paracymus simulatus Wooldridge, 1976
- Paracymus spangleri Wooldridge, 1969
- Paracymus spenceri Blackburn, 1896
- Paracymus subcupreus (Say, 1825)
- Paracymus tarsalis Miller, 1963
- Paracymus toleratus Wooldridge, 1973
- Paracymus vulgatus Wooldridge, 1977
- Paracymus wattsi Gentili, 2000
- Paracymus weiri Gentili, 2000
- Paracymus zaitzevi Shatrovskiy, 1989

W zapisie kopalnym rodzaj znany jest od oligocenu – z epoki tej pochodzą skamieniałości P. excitatus.